# Мусерская Тихвинская пустынь
Му́серская Ти́хвинская пу́стынь (Царёвосанчурская Тихвинская пустынь) — мужской монастырь в селе Мусь, в верховьях реки Мусь Царёвосанчурского уезда, ныне Килемарского района Республики Марий Эл, Россия. Принадлежал Казанской епархии.

## История
11 июля 7170 (1662) царь Алексей Михайлович пожаловал новую пустынь и её настоятеля Моисея Тиодом и Требником. В 1678 — 5 дворов крепостных. Упразднена в соответствии с Указом от 6 февраля 1726.

## Настоятели (годы упоминания)
- Моисей (строитель, 1661—1662)
- Филарет (игумен)
- Варлаам (Миляев) (игумен)
- Самуил (игумен)
- Захария (игумен)
- Димитрий (игумен)